# Campionati del mondo allievi di atletica leggera 1999
I campionati del mondo allievi di atletica leggera 1999 (1ª edizione) si sono svolti a Bydgoszcz in Polonia presso lo Stadion im. Zdzisława Krzyszkowiaka dal 16 al 18 luglio.

## Medagliati

### Uomini
| Specialità | Oro                                                              | Prestazione | Argento                                                                           | Prestazione | Bronzo                                                                  | Prestazione |
| Corse piane |                                                                  |             |                                                                                   |             |                                                                         |             |
| 100 m | Mark Lewis-Francis                                               | 10"40       | Bryan Sears                                                                       | 10"42       | Omar Brown                                                              | 10"43       |
| 200 m | Timothy Benjamin                                                 | 20"72       | Omar Brown                                                                        | 21"09       | Bryan Sears                                                             | 21"16       |
| 400 m | William Mandla Nkosi                                             | 46"94       | Glaudel Garzón Dutel                                                              | 47"00       | Mark van Soest                                                          | 47"19       |
| 800 m | Nicholas Wachira                                                 | 1'50"70     | Berhanu Alemu                                                                     | 1'50"79     | Mohammad Al-Azemi                                                       | 1'51"24     |
| 1.500 m | Cornelius Chirchir                                               | 3'44"02     | Michael Too                                                                       | 3'44"70     | Osman Yusif                                                             | 3'45"03     |
| 3.000 m | Pius Muli                                                        | 8'08"16     | Kenenisa Bekele                                                                   | 8'09"89     | Anouar Assila                                                           | 8'13"54     |
| 10.000 m marcia | Yevgeniy Demkov                                                  | 42'26"06    | Aleksandr Strokov                                                                 | 42'36"52    | Takayuki Tanii                                                          | 42'40"86    |
| Corse a ostacoli |                                                                  |             |                                                                                   |             |                                                                         |             |
| 110 hs (91,4 cm) | Ladji Doucouré                                                   | 13"26       | Nassim Brahimi                                                                    | 13"36       | Paul Whitty                                                             | 13"59       |
| 400 hs (84 cm) | Marthinus Kritzinger                                             | 49"86       | Sergio Castellanos Hierrezuelo                                                    | 49"95       | Mumo Kiilu                                                              | 51"50       |
| 2.000 siepi | Stephen Cherono                                                  | 5'31"89     | Luleseged Wale                                                                    | 5'32"61     | Philip Simbolei                                                         | 5'41"77     |
| Salti |                                                                  |             |                                                                                   |             |                                                                         |             |
| Salto in alto | Jacques Freitag                                                  | 2,16 m      | Cui Kai                                                                           | 2,13 m      | Andrei Chubsa                                                           | 2,13 m      |
| Salto con l'asta | Sébastien Homo                                                   | 5,20 m      | Oleksandr Korchmid                                                                | 5,10 m      | Rico Tepper                                                             | 5,00 m      |
| Salto in lungo | Shang Yapeng                                                     | 7,80 m      | Yoelmis Pacheco Herrera                                                           | 7,62 m      | Nicolaas Grimbeeck                                                      | 7,59 m      |
| Salto triplo | Ibrahim Mohamdein Aboubaker                                      | 15,96 m     | Yoandri Betanzos                                                                  | 15,83 m     | Viktor Yastrebov                                                        | 15,74 m     |
| Lanci |                                                                  |             |                                                                                   |             |                                                                         |             |
| Getto del peso (5 kg) | Robert Häggblom                                                  | 19,76 m     | Dmitri Gorchkov                                                                   | 19,69 m     | Khalid Habash Al-Suwaidi                                                | 19,44 m     |
| Lancio del disco (1,5 kg) | Chang Ming-Huang                                                 | 64,14 m     | Zhang Huabing                                                                     | 58,36 m     | Raine Munukka                                                           | 56,52 m     |
| Lancio del giavellotto (700 g) | Joachim Kiteau                                                   | 79,65 m     | Saku Kuusisto                                                                     | 78,73 m     | Aleksandr Ivanov                                                        | 78,65 m     |
| Lancio del martello (5 kg) | Krisztián Pars                                                   | 74,76 m     | Aleksandr Lutsenko                                                                | 73,68 m     | Aleksey Yeliseyev                                                       | 73,68 m     |
| Staffette |                                                                  |             |                                                                                   |             |                                                                         |             |
| Staffetta 4×100 m | Giamaica Winston Smith Michael Frater Davaon Spence Omar Brown   | 40"03       | Giappone Yosuke Tahara Kazuya Kitamura Yoshitaka Kaneko Yusuke Omae               | 40"14       | Germania Johannes Fischer Christoph Lehner Norman Grittke Andre Streese | 41"13       |
| Staffetta svedese | Stati Uniti Jonathan Lott Bryan Sears Travon Walton Ivory McCann | 1'51"29     | Sudafrica William Mandla Nkosi Warren October Marthinus Kritzinger Mark van Soest | 1'52"49     | Giappone Toshio Imura Takeshi Yoneda Masakatsu Tanaka Tsutomu Takahashi | 1'54"10     |
| record mondiale; record mondiale stagionale; record africano; record asiatico; record europeo; record nord-centroamericano e caraibico; record sudamericano; record oceaniano; record dei campionati; record nazionale; record personale; record personale stagionale. |                                                                  |             |                                                                                   |             |                                                                         |             |

### Donne
| Specialità | Oro                                                                            | Prestazione | Argento                                                                       | Prestazione | Bronzo                                                                       | Prestazione |
| Corse piane |                                                                                |             |                                                                               |             |                                                                              |             |
| 100 m | Veronica Campbell-Brown                                                        | 11"49       | Lisa Sharpe                                                                   | 11"52       | Adrianna Lamalle                                                             | 11"66       |
| 200 m | LaShauntea Moore                                                               | 23"38       | Melaine Walker                                                                | 23"72       | Ana Garcia López                                                             | 23"97       |
| 400 m | Monique Henderson                                                              | 52"28       | Helen Okpanachi                                                               | 52"38       | Norma González                                                               | 52"39       |
| 800 m | Georgie Clarke                                                                 | 2'05"90     | Tatyana Petlyuk                                                               | 2'06"97     | Mihaela Olaru                                                                | 2'08"20     |
| 1.500 m | Zanelle Grobler                                                                | 4'23"06     | Sylvia Kibet                                                                  | 4'24"43     | Elaine du Plessis                                                            | 4'24"59     |
| 3.000 m | Alice Timbilil                                                                 | 9'01"99     | Meseret Defar                                                                 | 9'02"08     | Vivian Cheruiyot                                                             | 9'04"42     |
| 5.000 m marcia | Tatyana Kozlova                                                                | 22'31"93    | Marina Tsikhanava                                                             | 22'37"54    | Yekaterina Dergunova                                                         | 22'54"59    |
| Corse a ostacoli |                                                                                |             |                                                                               |             |                                                                              |             |
| 100 hs (76,2 cm) | Adrianna Lamalle                                                               | 13"08       | Maren Freisen                                                                 | 13"42       | Anay Tejeda                                                                  | 13"45       |
| 400 hs | Jana Pittman                                                                   | 57"87       | Ya Wu Jie                                                                     | 58"32       | Patricia Hall                                                                | 58"67       |
| Salti |                                                                                |             |                                                                               |             |                                                                              |             |
| Salto in alto | Anna Čičerova                                                                  | 1,89 m      | Renáta Medgyesová                                                             | 1,83 m      | Gaëlle Niaré                                                                 | 1,79 m      |
| Salto con l'asta | Elena Isinbaeva                                                                | 4,10 m      | Floé Kühnert                                                                  | 4,05 m      | Vanessa Boslak                                                               | 4,00 m      |
| Salto in lungo | Zhou Yangxia                                                                   | 6,29 m      | Jenniina Halkoaho                                                             | 6,24 m      | Alina Militaru                                                               | 6,22 m      |
| Salto triplo | Mabel Gay                                                                      | 13,82 m     | Anastasiya Ilyina                                                             | 13,59 m     | Yusmay Bicet                                                                 | 13,58 m     |
| Lanci |                                                                                |             |                                                                               |             |                                                                              |             |
| Getto del peso | Hong Mei                                                                       | 15,57 m     | Natallja Charaneka                                                            | 15,57 m     | Chiara Rosa                                                                  | 14,64 m     |
| Lancio del disco | Hong Mei                                                                       | 52,18 m     | Julia Bremser                                                                 | 51,83 m     | Deborah Lovely                                                               | 49,14 m     |
| Lancio del giavellotto | Olivia Norris                                                                  | 52,03 m     | Xénia Frajka                                                                  | 49,76 m     | Galina Kakhova                                                               | 49,62 m     |
| Lancio del martello | Kamila Skolimowska                                                             | 63,94 m     | Yunaika Crawford                                                              | 57,56 m     | Ivana Brkljačić                                                              | 55,69 m     |
| Staffette |                                                                                |             |                                                                               |             |                                                                              |             |
| Staffetta 4×100 m | Giamaica Nadine Palmer Melaine Walker Veronica Campbell-Brown Lisa Sharpe      | 44"30       | Stati Uniti Ginnie Powell Ashley Mitchell Raasin McIntosh Stephanie Durst     | 45"40       | Polonia Dorota Wojtczak Dorota Dydo Malgorzata Flejszar Anita Hennig         | 45"49       |
| Staffetta svedese | Stati Uniti Stephanie Durst LaShauntea Moore Christy Fairley Monique Henderson | 2'07"71     | Polonia Malgorzata Flejszar Dorota Wojtczak Hanna Wardowska Magdalena Uzarska | 2'09"19     | Ucraina Ganna Bordyugova Viktoriya Lofitska Maryna Maydanova Tetiana Petlyuk | 2'11"13     |
| record mondiale; record mondiale stagionale; record africano; record asiatico; record europeo; record nord-centroamericano e caraibico; record sudamericano; record oceaniano; record dei campionati; record nazionale; record personale; record personale stagionale. |                                                                                |             |                                                                               |             |                                                                              |             |

## Medagliere
| Posizione | Paese          | Oro | Argento | Bronzo | Totale |
| --------- | -------------- | --- | ------- | ------ | ------ |
| 1         | Kenya          | 5   | 2       | 3      | 10     |
| 2         | Russia         | 4   | 3       | 3      | 10     |
| 3         | Cina           | 4   | 3       | 0      | 7      |
| 4         | Stati Uniti    | 4   | 2       | 1      | 7      |
| 5         | Sudafrica      | 4   | 1       | 3      | 8      |
| 6         | Francia        | 4   | 0       | 3      | 7      |
| 7         | Giamaica       | 3   | 3       | 2      | 8      |
| 8         | Australia      | 2   | 0       | 1      | 3      |
| 9         | Regno Unito    | 2   | 0       | 0      | 2      |
| 10        | Cuba           | 1   | 5       | 3      | 9      |
| 11        | Germania       | 1   | 3       | 2      | 6      |
| 12        | Finlandia      | 1   | 2       | 1      | 4      |
| 13        | Polonia        | 1   | 1       | 1      | 3      |
| 13        | Qatar          | 1   | 1       | 1      | 3      |
| 15        | Ungheria       | 1   | 1       | 0      | 2      |
| 16        | Taipei cinese  | 1   | 0       | 0      | 1      |
| 17        | Etiopia        | 0   | 4       | 0      | 4      |
| 18        | Ucraina        | 0   | 3       | 2      | 5      |
| 19        | Bielorussia    | 0   | 2       | 2      | 4      |
| 20        | Giappone       | 0   | 1       | 2      | 3      |
| 21        | Nigeria        | 0   | 1       | 0      | 1      |
| 21        | Slovacchia     | 0   | 1       | 0      | 1      |
| 23        | Romania        | 0   | 0       | 2      | 2      |
| 24        | Arabia Saudita | 0   | 0       | 1      | 1      |
| 24        | Canada         | 0   | 0       | 1      | 1      |
| 24        | Colombia       | 0   | 0       | 1      | 1      |
| 24        | Croazia        | 0   | 0       | 1      | 1      |
| 24        | Italia         | 0   | 0       | 1      | 1      |
| 24        | Kuwait         | 0   | 0       | 1      | 1      |
| 24        | Marocco        | 0   | 0       | 1      | 1      |
| Totale    | Totale         | 39  | 39      | 39     | 117    |